# Giotto Ulivi
Don Giotto Ulivi (Borgo San Lorenzo, 5 aprile 1820 – Campi Bisenzio, 9 febbraio 1892) è stato un presbitero italiano, sacerdote, apicoltore, studioso delle api, cultore dei classici.
Originario di Borgo San Lorenzo, Giotto Ulivi fu pievano di Santo Stefano a Campi dal 26 maggio 1878 alla scomparsa, avvenuta il 9 febbraio 1892.
Personalità di grande cultura e di molteplici interessi, Ulivi fu soprattutto un appassionato studioso di apicultura, a cui diede un grande contributo con opere come il Compendio teorico pratico di Apicoltura razionale (1869 - Firenze, Tipografia Cenniniana); Le api italiche; Vita di Campagna;  Considerazioni sulla fecondazione dell'ape Regina; Esame critico delle teorie sulla partenogenesi delle Api e La Manna, mielata e melatica: osservazioni. Fu inoltre fondatore e direttore della rivista "L'Apicultura razionale", edita dal 1882 alla sua scomparsa.
Il suo paese natale lo ha ricordato con l'intitolazione del locale Istituto di istruzione superiore, per tale intitolazione fu presa in considerazione anche la figura di Don Milani.